# Links 2-3-4
"Links 2-3-4"（德译：左2-3-4）是Rammstein的一首单曲，收录于他们的第三张录音室专辑Mutter。

## 概述
這首歌是樂團對於先前因同情新法西斯主义而遭受的指控做出回應，歌曲中所唱的"my heart beats to the left, 2-3-4"，暗示他们是左翼。副歌部分引自革命歌曲Einheitsfrontlied，20世纪30年代由贝尔托·布莱希特为德国共产党所作，在东德被Hannes Wader再次推广。
歌曲对德语“2”使用了备用发音，所用的是zwo而不是zwei，"Zwo"更多的用于电话中和数字连读中使用。

## MV
歌曲的MV使用CG技术展现了蚁群对抗入侵的甲虫，MV中蚂蚁做着类似人类的活动如踢足球，看电视，跳舞。可以在MV里看到影院银幕上放着乐队演奏的视频，与此同时甲虫杀死许多蚂蚁，一只蚂蚁看到了甲虫所做的，然后转入地下，团结其他的蚂蚁并杀死甲虫。